# Saint-Gervais-de-Vic
Saint-Gervais-de-Vic é uma comuna francesa na região administrativa do País do Loire, no departamento de Sarthe. Estende-se por uma área de 16.03 km². Em 2010 a comuna tinha 398 habitantes (densidade: 24,8 hab./km²).